# Fonte della Grazia
La Fonte della Grazia, Fonte della Vita  o Trionfo della Chiesa sulla Sinagoga è un dipinto anonimo realizzato nel 1440-1450 e conservato nel Museo del Prado di Madrid in Spagna.
Appartiene ai scuola fiamminga, il suo autore non è stato possibile stabilirlo con certezza, sebbene stilisticamente sia solitamente assegnato alla bottega di Jan van Eyck, ma non è firmato e ci sono state teorie contrastanti sul fatto che sia dello stesso van Eyck.

## Storia
Il soggetto del dipinto sarebbe stato di particolare interesse nella Spagna del XV secolo, che aveva la più grande comunità ebraica del mondo. Si è ipotizzato di recente che sia stato dipinto dallo stesso van Eyck, forse mentre era in missione diplomatica nella penisola iberica. Tuttavia, l'analisi tecnica suggerisce che è stato dipinto nei Paesi Bassi, anche se forse in risposta a una commissione dalla Spagna, nel laboratorio di van Eyck.
La prima testimonianza documentaria del dipinto è nel Libro becerro (registro delle acquisizioni in pergamena) del Monastero del Parral fuori Segovia, che lo registra come dono del re Enrico IV di Castiglia nel 1454. Quell'anno segnò anche l'inizio del regno di Enrico come programma di costruzione del monastero. Potrebbe aver ereditato il dipinto da suo padre Giovanni II.
Fu fissato al muro della sacrestia, venendo gradualmente il dipinto nel muro man mano che la sagrestia fu ridecorata nel corso dei secoli, fino a quando fu rimosso nel 1838 nell'ambito della secolarizzazione dei monasteri: parti del confine andarono perse nella rimozione ma il dipinto è generalmente in buone condizioni. Il dipinto è stato spostato nel monastero di Trinidade di fronte alla stazione di Atocha a Madrid, utilizzato come bazar per le ricchezze religiose raccolte.
Il dipinto è stato fotografato nel 1859 da Jean Laurent. La sua prima attribuzione formale risale al 1870 quando fu trasferito al Prado, datandolo al 1454 in forza della voce: tuttavia, era stilisticamente anacronistico, una datazione accurata avrebbe dovuto leggere "prima del 1454", un errore che ha creato confusione a non finire nei 130 anni successivi quando gli studiosi hanno tentato di identificare un inesistente atelier o allievo seguace di van Eyck. A seguito di uno studio dendrocronologico intrapreso dal Prado alla fine degli anni 1990, quale datato l'abbattimento del legno al 1418, è stata datata "dopo il 1428" dopo aver concesso una decina di anni standard per la stagionatura: il Prado lo attribuisce attualmente al 1432 circa. Durante il periodo nel Parral, divenne molto influente e fu ampiamente copiato, una copia fu poi conservata nella cattedrale di Palencia. Oggi è nella collezione del Museo del Prado di Madrid. La versione Prado è stata protagonista di una mostra delle sue rivalutazioni nel 2003, ed era in precedenza oggetto della tesi di dottorato a Utrecht del 1957 di Josua Bruyn, che divenne professore di Storia dell'Arte ad Amsterdam e fondò la Fondazione Rembrandt.

## Descrizione
La Fonte della Grazia ricorda da vicino i passaggi del Polittico dell'Agnello Mistico del 1432 di Jan e suo fratello Hubert. Sebbene vi sia consenso tra gli specialisti sul fatto che sia il prodotto di un laboratorio, alcuni attribuiscono La Fonte della Grazia a un giovane Jan, suo fratello Hubert o molto più tardi, e meno probabilmente, a Petrus Christus.
Il dipinto è strutturato su tre livelli. La terrazza superiore mostra una Deesis di Dio Figlio, la Vergine Maria e San Giovanni Evangelista. La sezione centrale mostra quattro gruppi di angeli, mentre il livello inferiore ha due gruppi di santi; con i cristiani guidati da un papa e principi a destra, e gli ebrei guidati da sommi sacerdoti bendati a sinistra. Questi due gruppi rappresentano rispettivamente i veri credenti ei non veri credenti in Cristo come messia.
La Fontana della Vita è un simbolo che si riferisce al battesimo e/o all'eucaristia. L'acqua che scorre dalla sommità alla terrazza inferiore, è intesa come simbolo della "Grazia che illumina la Chiesa Trionfante e acceca la Sinagoga".

### Parte superiore
Il livello superiore mostra una scena di Deesis, con Dio Padre al centro, affiancato dalla Maria Vergine e da San Giovanni Evangelista. 

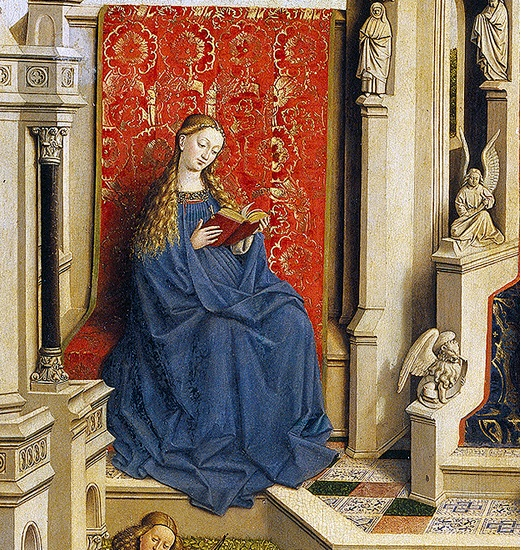
Dettaglio Maria Vergine

Questo passaggio ricorda da vicino una scena simile nel Polittico dell'Agnello Mistico. Tutte e tre le figure sono sedute davanti a tappeti appesi in stile orientale. Dio tiene un bastone con la mano sinistra e alza la destra in atto di benedizione. Egli è in trono all'interno di un ambiente architettonico gotico alto ed elaborato. Il suo trono contiene i simboli degli evangelisti, mentre il baldacchino intorno e sopra di lui è decorato con rilievi dipinti illusionistici di profeti dell'Antico Testamento destinati a sembrare sculture. L'agnello siede su un piedistallo davanti a Dio, su una struttura attraverso la quale l'acqua della grazia simboleggiando il rito del battesimo, scorre prima di raggiungere la Fontana della Vita nel terrazzo più basso. Maria è seduta e legge un libro rosso, probabilmente il Libro delle ore. Indossa un abito blu, le cui pieghe e la cui stoffa sono molto dettagliate. Ha i capelli biondi sciolti e ricadenti sulle spalle. In contrasto con la sua rappresentazione nel Polittico dell'Angelo, qui il suo vestito è semplice, privo di ricami o fodera dorata, mentre il suo non è il Libro della cintura. Giovanni è vestito con una veste verde, ha anche i capelli biondi e siede a scrivere in un libro sacro.

### Parte centrale

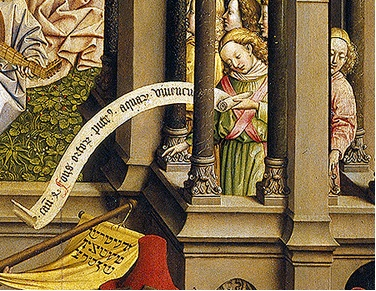
Dettaglio che mostra angeli musicali

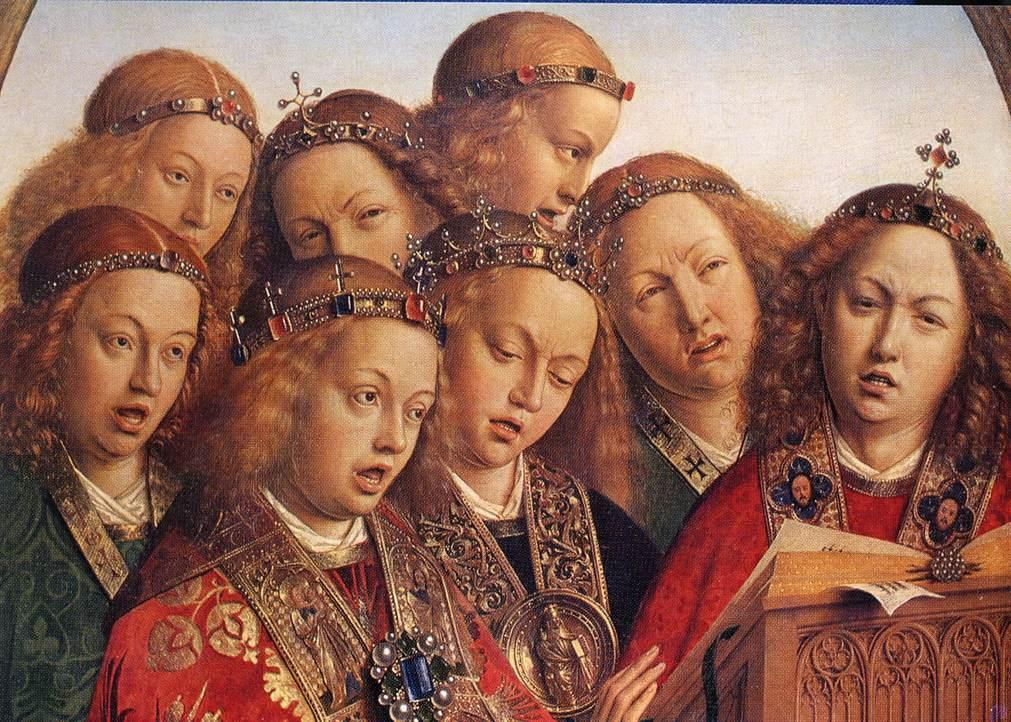
Dettaglio del pannello "Angeli musicali" del Polittico dell'Angelo, prima del 1432

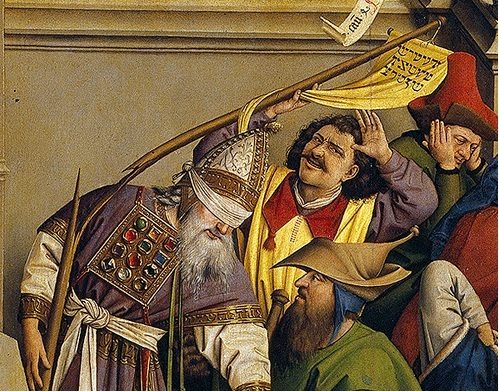
Dettaglio che mostra il Sommo Sacerdote accecato nella terrazza inferiore

Il livello centrale mostra due gruppi di angeli musicanti vestiti di bianche vesti e seduti sull'erba. Cori di angeli che cantano sono posizionati in torri su entrambi i lati. Questa sezione è di nuovo simile a un pannello nel Polittico dell'Angelo Gli strumenti comprendono un'arpa, un tipo di viola e un liuto.

### Parte inferiore
La parte inferiore rappresenta il trionfo della Chiesa sulla Sinagoga Ebraica, attraverso la raffigurazione dei Cristiani raccolti quasi sereni, e degli Ebrei caotici, accecati e resistenti. 
La fonte della vita è posizionata al centro, con un gruppo di cristiani alla sua sinistra, tra cui un Papa (forse Martino V), membri del suo servizio, un imperatore e vari principi. A destra c'è un gruppo di "ebrei disperati" che sembrano fuggire dalla scena. La figura all'estrema sinistra di questo gruppo è un sommo sacerdote che è stato bendato, simboleggiando il suo accecamento al vero significato di Gesù. Un rabbino in primo piano tiene un rotolo della Torah con, secondo lo storico Norman Roth, "scrittura ebraica senza senso", mentre un altro "ebreo mostra un rotolo a una figura, apparentemente cristiana, che alla vista si strappa le vesti". A differenza dei cristiani, gli ebrei non indossano cappelli o distintivi grandiosi e cerimoniali.
Portano una varietà di stendardi e pergamene che contengono testi che, sebbene illeggibili, possono essere riconosciuti come scritti principalmente in ebraico, con alcune lettere quasi prive di senso. I testi sono disposti lungo il passaggio in modo casuale, riflettendo il disordine delle figure, e più in generale all'interno della Sinagoga. Questa collocazione deve essere contrapposta a quelle sui due livelli, dove i libri tenuti da Maria e Giovanni riposano stabilmente sulle loro ginocchia.

## Galleria d'immagini

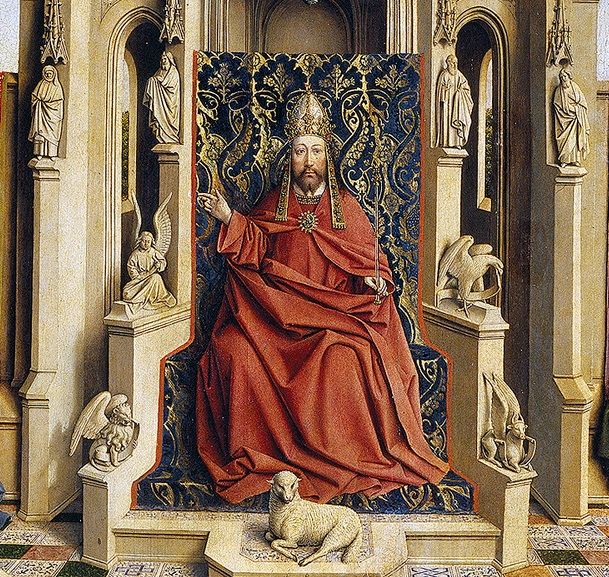
Dio con l'agnello davanti a Lui
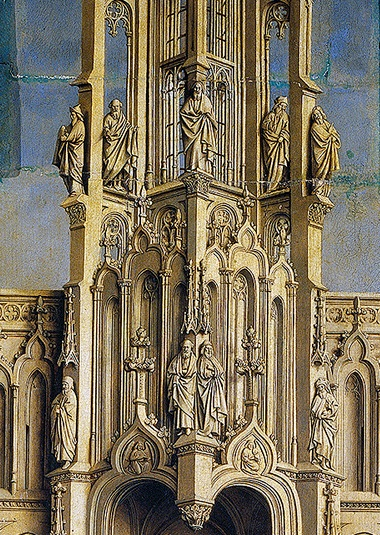
Architettura gotica
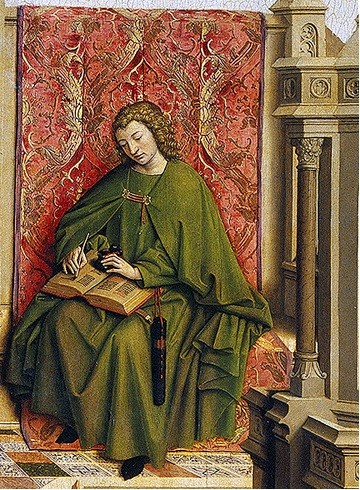
San Giovanni Evangelista
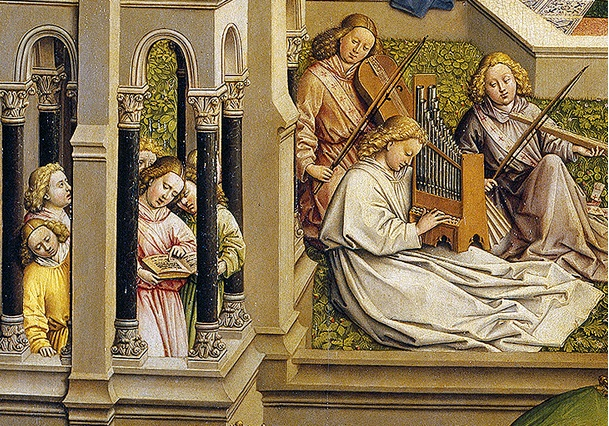
Angeli che cantano o suonano strumenti musicali
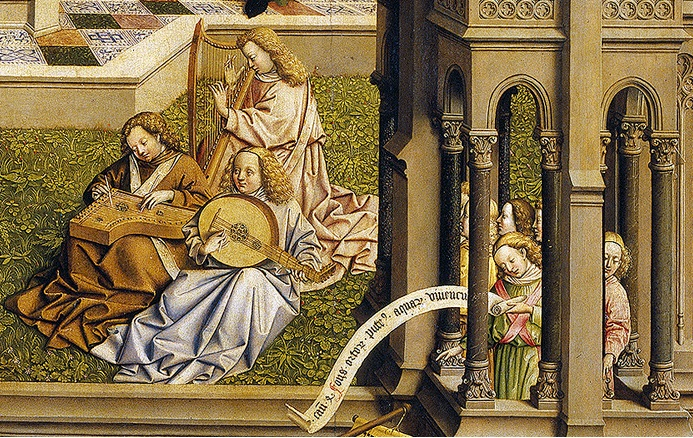
Angeli che cantano o suonano strumenti musicali
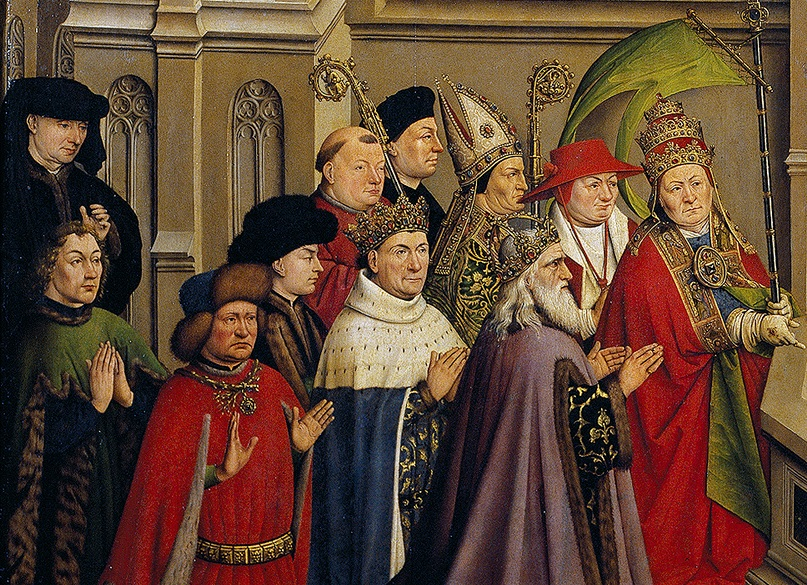
Cristiani nella terrazza inferiore